# Tokyopop
Tokyopop (ancien nom : Mixx) est une entreprise de distribution de manga en anglais, allemand et japonais. Tokyopop est incorporée à Tōkyō, mais a ses plus grands bureaux à Los Angeles et d'autres en Allemagne et au Royaume-Uni.

## Publications

### Allemand

#### Manga
- +Anima
- Azumanga Daioh
- Beck
- Bleach
- Cromartie High School
- Ibara no Ō (as König der Dornen)
- Rozen Maiden

#### Manhwa
- Ami, Queen of Hearts
- Crazy Love Story

#### Manhua
- Bye Bye Baby!
- Comic Schule
- The Flower Ring
- Sweet As Candy
- White Night Melody

### Anglais
Exemples de titres populaires publiés sous les collections Pocket Mixx,  Mix Manga Premium Edition,  Chix Comix,  TOKYOPOP manga et TOKYOPOP.

#### Séries demangashōnenpopulaires
| - A.I. Love You - Beck - Cowboy Bebop - GetBackers |  | - GTO - Initial D - Love Hina |  | - Rave - Samurai Deeper Kyo - Keroro gunso |

#### Séries demangashōjopopulaires
| - Cardcaptor Sakura - D•N•Angel - Fruits Basket |  | - Kare Kano (Kareshi Kanojo no Jijō) - Marmelade Boy - MARS |  | - Peach Girl - Sailor Moon - Tôkyô mew mew |

#### Séries demangaseinenpopulaires
| - Ai Yori Aoshi - Battle Royale - BLAME! |  | - Chobits - Lupin III |  | - Mobile Suit Gundam - Planetes |

#### Séries demangajoseipopulaires
- Happy Mania
- Tramps Like Us (Kimi wa Pet)

#### Manhwa
| - Arcana - Blazin' Barrels - Chronicles of the Cursed sword - Chrono Code (Riverside) - Crazy Love Story - Demon Diary - Dragon Hunter - Faeries' Landing - Heaven Above Heaven - Honey Mustard |  | - iD eNTITY - In Dream World - I.N.V.U. - Island - Kill Me, Kiss Me - King of Hell - Les Bijoux - Lights Out - Model - One |  | - PhD: Phantasy Degree - Priest - The Queen's Knight - Ragnarok - Rebirth - Snow Drop - Under the Glass Moon - Visitor - Warcraft |

#### Manhua
- Digimon

#### Amerimanga
- 12 Days

### Japonais

#### Manga
- Star Wars Manga Black (スター・ウォーズ×マンガ【黒】)
- Star Wars Manga Silver (スター・ウォーズ×マンガ【銀】)

#### Cine-Manga
- Star Wars Episodes I–VI
- Madagascar (マダガスカル)

## Anime
Liste d'anime sous licence par Tokyopop.
- Brigadoon [TV-PG]
- Great Teacher Onizuka [TV-PG/TV-14]
- Initial D [TV-PG]
- Marmelade Boy [TV-PG]
- Psychic Academy [TV-PG]
- Rave [TV-Y7 FV]
- Samurai Girl: Real Bout High School [TV-PG V]
- Reign: The Conqueror [TV-14]
- Saint Tail [TV-Y7]
- Spring and Chaos [TV-PG]
- Vampire Princess Miyu [TV-14]